# Janis Wonortas
Janis Wonortas (gr. Γιάννης Βονόρτας) (ur. 25 czerwca 1960 we Wrocławiu) – grecki piłkarz występujący na pozycji obrońcy. Trener piłkarski.

## Kariera klubowa
W trakcie kariery Wonortas reprezentował barwy klubów Panathinaikos AO, Egaleo, APO Lewadiakos oraz Panargiakos. Z Panathinaikosem zdobył dwa mistrzostwa Grecji (1984, 1986) oraz trzy Puchary Grecji (1982, 1984, 1986). Karierę zakończył w 1992 roku.

## Kariera trenerska
Od 2005 roku Wonortas był asystentem trenera w zespole Panathinaikos AO. 31 marca 2013 roku, po zwolnieniu Fabriego, został tymczasowym szkoleniowcem tego klubu. Prowadził go do końca sezonu 2012/2013, który Panathinaikos zakończył na 6. miejscu w lidze greckiej. Potem został zastąpiony przez Janisa Anastasiu i powrócił do roli asystenta. Pełnił ją do roku 2015.

## Źródła
- Giannis Vonortas, [w:] baza Transfermarkt (trenerzy) [dostęp 2020-11-27].